# Scratch and Bite
Scratch and Bite är ett album från 1985 av det svenska rockbandet Treat.

## Låtlista
1. "Changes" – 3:40
2. "Scratch and Bite" – 4:13
3. "Get You on the Run" – 5:26
4. "Hidin'" – 4:49
5. "Too Wild" – 3:31
6. "We Are One" – 6:32
7. "No Room for Strangers" – 4:35
8. "You Got Me" – 4:46
9. "Run With the Fire" – 3:45